# Elite Ice Hockey League 2011/12
Die Saison 2011/12 war die neunte Spielzeit der Elite Ice Hockey League, der höchsten britischen Eishockeyspielklasse. Erster der regulären Saison und somit Britischer Meister wurden die Belfast Giants, während sich die Nottingham Panthers in den Playoffs durchsetzten.

## Modus
In der regulären Saison absolvierte jede der zehn Mannschaften insgesamt 54 Spiele. Der Erstplatzierte wurde Britischer Meister. Die acht bestplatzierten Mannschaften qualifizierten sich für die Playoffs, in denen der Playoff-Sieger ausgespielt wurde. Für einen Sieg nach regulärer Spielzeit und nach Overtime erhielt jede Mannschaft zwei Punkte, für eine Niederlage nach Overtime einen Punkt und für eine Niederlage nach der regulären Spielzeit null Punkte.

## Reguläre Saison

### Tabelle
|     | Klub                | Sp | S  | OTS | OTN | N  | Tore    | Punkte |
| --- | ------------------- | -- | -- | --- | --- | -- | ------- | ------ |
| 1.  | Belfast Giants      | 54 | 39 | 7   | 3   | 5  | 237:102 | 95     |
| 2.  | Sheffield Steelers  | 54 | 32 | 9   | 2   | 11 | 209:130 | 84     |
| 3.  | Nottingham Panthers | 54 | 35 | 3   | 4   | 12 | 241:129 | 80     |
| 4.  | Cardiff Devils      | 54 | 30 | 2   | 10  | 12 | 191:158 | 74     |
| 5.  | Coventry Blaze      | 54 | 26 | 6   | 2   | 20 | 203:159 | 66     |
| 6.  | Braehead Clan       | 54 | 26 | 5   | 4   | 19 | 204:179 | 66     |
| 7.  | Hull Stingrays      | 54 | 12 | 4   | 4   | 34 | 143:220 | 36     |
| 8.  | Dundee Stars        | 54 | 10 | 3   | 6   | 35 | 140:215 | 32     |
| 9.  | Edinburgh Capitals  | 54 | 10 | 3   | 4   | 37 | 133:265 | 30     |
| 10. | Fife Flyers         | 54 | 5  | 3   | 6   | 40 | 110:254 | 22     |

Sp = Spiele, S = Siege, U = Unentschieden, N = Niederlagen, OTS = Overtime-Siege, OTN = Overtime-Niederlage, SOS = Penalty-Siege, SON = Penalty-Niederlage

## Playoffs

### Viertelfinale
- Belfast Giants – Dundee Stars 5:0/9:0
- Hull Stingrays – Sheffield Steelers 2:2/5:2
- Coventry Blaze – Cardiff Devils 3:3/1:4
- Braehead Clan – Nottingham Panthers 3:0/1:5

### Halbfinale
- Belfast Giants – Cardiff Devils 3:4 n. P.
- Nottingham Panthers – Hull Stingrays 10:3

### Finale
- Cardiff Devils – Nottingham Panthers 0:2